# Хронология медицины и медицинской технологии
Хронология медицины и медицинской технологая

## Античность
- Ок. 2600 до н. э.: Имхотеп пишет тексты по древнеегипетской медицине с описанием диагноза и лечения около 200 болезней эпохи третьей династии Египта.
- Ок. 1500 до н. э.: Шафран используется как лекарственное средство на Эгейском острове Санторини в Древней Греции.[1]
- Ок. 1115 до н. э.: Дата составления Хуан-ди Нэйцзин («Трактат Жёлтого Императора»), в котором закладываются теоретические основы традиционной китайской медицины.
- Ок. 500 до н. э.: Сушрута пишет аюрведический текст «Сушрута Самхита», в котором описывает более 120 хирургических инструментов, 300 хирургических операций, классифицирует человеческую хирургию на 8 категорий и описывает пластическую хирургию.[1]
- Ок. 500 до н. э.: Бянь Цюэ становится первым известным врачом, использующим акупунктуру и диагноз по пульсу.
- 420 до н. э.: Гиппократ утверждает, что болезни имеют естественные причины и формулирует клятву Гиппократа, ставшую рождением медицины на Западе.
- 300 до н. э.: Чарака пишет аюрведический текст Чарака Самхита, в котором используется рациональный подход к выявлению причин и лечению заболеваний и используются объективные методы клинического обследования.
- 280 до н. э.: Герофилус изучает нервную систему и устанавливает различие между сенсорными и двигательными нервами.
- 250 до н. э.: Эразистрат изучает мозг и устанавливает различие между конечным мозгом и мозжечком.
- 50—70: Диоскорид пишет De Materia Medica — предшественник современной фармакопеи, которая использовалась почти 1600 лет.
- 180: Клавдий Гален изучает связь между параличом и разрывом спинного мозга.
- 220: Чжан Чжунцзин публикует Шань Хань Лунь («О простудных заболеваниях»), самый древний полный учебник по медицине, уделяющий особое внимание диагностике, лечению и прогнозу заболеваний.
- 215—282: Годы жизни Хуанфу Ми, который написал Чжэньцзю Цзяицзин («Азы иглоукалывания») — первый учебник, сосредоточивший внимание исключительно на акупунктуре.

## Средние века
- 750: Мадхава пишет аюрведический текст нидана, в котором перечисляет болезни с причинами их возникновения, симптомами и осложнениями.
- Ок. 800—873: Ал-Кинди вводит в медицину измерительные методы а своём труде De Gradibus.
- Ок. 830—870: Хуньян Ибн-Исхак переводит труды Галена на арабский.
- Ок. 838—870: Али Ибн-Сахль Ибн-Раббан аль-Табари, пионер педиатрии и изучения детского развития, пишет первую энциклопедию по медицине.[2]
- Ок. 865—925: Ар-Рази разрабатывает педиатрию[3] и делает первые чёткие различия между оспой и корью в своём труде Аль-хави. Он также пишет трактат Сомнения по поводу Галена, в котором на основании опытов опровергает теорию Галена о гуморализме.
- 1000: Абу-л-Касим Халаф ибн 'Аб-бас аз-Захрави в своём труде Китаб ат-тасриф определяет хирургию как профессию. Эта книга до XVI века оставалась основным учебником по медицине в мусульманских и европейских университетах. В ней впервые описан пластырь, ингаляционная анестезия и множество хирургических инструментов, включая первые инструменты специально для женщин, а также применение в хирургии кетгута и хирургических щипцов, лигатуры, хирургических швов, скальпеля, кюретки, ранорасширителя, хирургической ложки, зонда, хирургического крючка, хирургического стержня, расширителя, и пилы для костей.[4]
- 1021: Ибн ал-Хайсам закончил свою Книгу оптики, которая стала важным вкладом в офтальмологию и хирургию глаза, поскольку для своего времени правильно объясняла функцию зрения человека.[5]
- Ок. 1030: Авиценна пишет Книгу исцеления и Канон врачебной науки, в которых он определяет экспериментальную медицину и доказательную медицину. Канон врачебной науки оставался основным учебником в мусульманских и европейских университетах до XVIII века. Вклад книги в медицину включает внедрение клинических исследований, систематизацию экспериментальных и количественных методов в медицине и физиологии, открытие инфекционных заболеваний, различие медиастинита и плеврита, открытие инфекционного характера туберкулёза, распространения заболеваний через воду и почву, первое тщательное описание проблем кожи, венерических заболеваний, извращений и нервных заболеваний, а также использование льда для лечения лихорадки и отделение медицины от фармакологии, что было важно для развития фармацевтической науки.[6]
- 1100—1161: Ибн Зухр изобретает хирургическую процедуру трахеостомии в Мусульманской Испании. Он также является первым известным врачом, осуществлявшим анатомирование и посмертное вскрытие человека, он доказал, что чесотка вызывается паразитом, что противоречило ошибочной гуморальной теории этой болезни. Он также первым разработал реальную научную этиологию воспаления уха и первым чётко описал причины стридора. Современная анестезия была также разработана в Мусульманской Испании мусульманскими анестезиологами Ибн Зухром и Абу-л-Касим Халаф ибн 'Аб-бас аз-Захрави. Они первыми использовали проглатываемые, а также вдыхаемые анестетики, они выполнили сотни операций под наркозом с использованием вдыхаемых наркотических средств с использованием пропитанной губки, которая размещалась на лице больного.[7]
- 1242: Ибн аль-Нафиз предположил, что правый и левый желудочки сердца являются независимыми и обнаружил лёгочное кровообращение (цикл с участием желудочков сердца и лёгких) и коронарное кровообращение. Он считается пионером теории кровообращения и одним из крупнейших физиологов. Он подвергал теорию строгой проверке путём измерения, наблюдения и эксперимента, он был одним из первых сторонников экспериментальной медицины, посмертного вскрытия и анатомирования. Он опроверг ошибочные доктрины Авиценны и Галена о четырёх гумороидальных жидкостях, о пульсе костей, о мышцах, кишечнике, органах чувств, жёлчных каналах, пищеводе, желудке и анатомии других частей человеческого тела. Ибн аль-Нафиз также пользовался диаграммами для иллюстрации различных частей тела в своей новой физиологической системе.[8][9][10][11]
- Ок. 1248: Ибн аль-Байтар пишет книги по ботанике и фармации, изучает анатомию и лечение животных, он был пионером ветеринарии.
- 1249: Роджер Бэкон пишет о применении очков с выпуклыми линзами для коррекции дальнозоркости.
- 1300-е: Когда чёрная смерть (чума) достигла Мусульманской Испании, Ибн Хатима (1313—1374) написал трактат «О чуме», в котором он предположил, что эта болезнь вызывается микроорганизмами, которые входят в человеческое тело[12]. Он обнаружил, что заражение возможно «через одежду, посуду и серьги»[12].
- 1403: Очки с вогнутыми линзами для коррекции миопии.
- Начало XVI века: Парацельс разрабатывает принципы химической фармакологии (ятрохимия).

## 1501—1800
- 1543: Андреас Везалий публикует «De humani corporis fabrica», в которой исправляет греческие медицинские ошибки и которая революционизирует европейскую медицину.
- 1546: Джироламо Фракасторо предположил, что эпидемические заболевания вызываются передачей некоторой семеподобной сущности.
- 1553: Испанский врач Мигель Сервет описывает циркуляцию крови через лёгкие. Он был обвинён в ереси (за свои теологические взгляды, а не за медицинские идеи) как католиками, так и протестантами. Сожжён на костре за ересь в том же году в возрасте 44 года.
- 1556: Амато Лузитано описывает венозные клапаны непарных вен (Ázigos).
- 1559: Реальдо Коломбо детально описывает циркуляцию крови через лёгкие.
- 1563: Гарсия де Орта своим трактатом о заболеваниях Индии и их лечении основывает тропическую медицину.
- 1596: Ли Шичжэнь публикует Běncǎo Gāngmù («Трактат о лекарственных растениях»), содержащий описание 1892 различных трав и других медицинских средств, а также 11 096 предписаний для лечения распространённых заболеваний.
- 1603: Иероним Фабриций исследует вены ног и замечает, что они имеют клапаны, которые позволяют крови течь только к сердцу.
- 1628: Уильям Гарвей объясняет, что венозно-аритериальная система представляет собой замкнутую петлю и что сердце работает подобно насосу, толкая кровь в одном направлении сквозь тело в своём труде «Анатомическое исследование о движении сердца и крови у животных».
- 1701: Джакомо Пиларини делает первые прививки против оспы в Европе. До этого они были широко распространены на востоке.
- 1736: Клаудиус Айманд провёл первую успешную аппендэктомию.
- 1747: Джеймс Линд открывает, что плоды цитрусовых предотвращают цингу.
- 1785: Уильям Визеринг публикует «Рассказ о наперстянке», первое систематическое описание применения наперстянки для лечения водянки.
- 1790-е: Самуэль Ганеман негодует распространённой практикой кровопускания в качестве универсального лечения и основывает гомеопатию.
- 1796: Эдвард Дженнер разрабатывает метод вакцинации против оспы.
- 1800: Гемфри Дэви сообщил об анестезийных свойствах закиси азота.

## XIX век
- 1806: Филипп Боццини изобрёл первый эндоскоп[13].
- 1816: Рене-Теофиль Лаэннек изобрёл стетоскоп.
- 1816: Фридрих (Фёдор Карлович) Уден впервые описал симптомы и методы лечения язвы желудка.
- 1818: Британский акушер Джеймс Бланделл проводит первое успешное переливание человеческой крови.
- 1842: Кроуфорд Лонг выполняет первую хирургическую операцию с анестезией эфиром.
- 1847: Игнац Земмельвайс открыл причину послеродовой горячки. Инфекция попадает в кровь при родах от медицинского персонала. Послеродовая горячка убивала более трети рожениц в больницах.
- 1849: Женщина-врач Элизабет Блэквелл первой получила учёную степень по медицине.
- 1855: Первый резиновый презерватив.[14]
- 1867: Джозеф Листер публикует Антисептические принципы практической хирургии, частично основанные на работах Пастера.
- 1870: Луи Пастер и Роберт Кох устанавливают микробную теорию болезней.
- 1879: Первая вакцина против холеры.
- 1879: Генрих Квинке впервые описал гастроэзофагеальный рефлюкс и гастроэзофагеальную рефлюксную болезнь.[15]
- 1881: Луи Пастер разрабатывает вакцину против сибирской язвы.
- 1884: Гуго Кронекер и Самуэль Мельцер провели первые манометрические исследования пищевода человека.[16]
- 1885: Луи Пастер разрабатывает вакцину против бешенства.
- 1890: Эмиль Беринг открывает антитоксины и использует их для разработки вакцин против столбняка и дифтерии.
- 1895: Вильгельм Рентген открывает медицинское применение рентгеновских лучей в медицинской диагностике.

## XX век
- 1901: Карл Ландштейнер обнаруживает существование различных групп крови человека.
- 1901: Алоис Альцгеймер идентифицирует первый случай болезни, получившей название: болезнь Альцгеймера.
- 1906: Фредерик Хопкинс указывает на существование витаминов и полагает, что недостаток витаминов является причиной цинги и рахита.
- 1907: Пауль Эрлих разрабатывает химиотерапевтические лекарства от сонной болезни.
- 1908: Виктор Хорсли и Роберт Кларк изобрели метод стереотаксиса и аппарат Хорсли-Кларка.
- 1909: Первая внутриматочная спираль описана Ричардом Рихтером.[17]
- 1910: Эдвард Энгл заложил основы современной ортодонтии, применил брекеты для исправления прикуса.
- 1915: Джесси Макклендон впервые исследовал кислотность желудочного сока человека in vivo, сделав, тем самым, первую внутрижелудочную pH-метрию.[18]
- 1917: Юлиус Вагнер-Яурегг применил «лихорадочную» (шоковую) терапию для лечения прогрессивного паралича.
- 1921: Фредерик Бантинг и Чарльз Бест обнаружили инсулин — важное вещество в лечении диабета.
- 1922: Эдвард Мелланбай открыл витамин D и показал, что его дефицит в организме вызывает рахит.
- 1922: Уолтер К. Альварес впервые сделал электрогастрографию животных и человека.[19]
- 1923: Первая вакцина против дифтерии.
- 1926: Первая вакцина против коклюша.
- 1927: Первая вакцина против туберкулёза.
- 1927: Первая вакцина против столбняка.
- 1928: Александр Флеминг открывает пенициллин.
- 1929: Ганс Бергер открыл электроэнцефалографию человека.
- 1932: Герхард Домагк разрабатывает химиотерапевтическое лечение стрептококка.
- 1933: Манфред Сакель открыл инсулинокоматозную терапию.
- 1935: Ладислас Медуна открыл шоковую терапию с применением пентилентетразола.
- 1935: Первая вакцина против жёлтой лихорадки.
- 1936: Эгаш Мониш разработал префронтальную лоботомию для лечения психических заболеваний.
- 1938: Уго Черлетти и Лючио Бини открыли электросудорожную терапию.
- 1943: Виллем Колфф построил первый аппарат для диализа почек.
- 1947: Николаев Н.И., Федоринов Д.А. и Горохов В.И. по итогам исследований, проведённых в НИИЭГ, впервые в мире используют стрептомицин для лечения чумы.[20]
- 1949: Гарольд Ридли имплантировал первый в мире искусственный хрусталик.
- 1952: Йонас Солк разаработал первую вакцину против полиомиелита.
- 1957: Уильям Грей Уолтер изобрёл электроэнцефалографическую топографию мозга (топоскоп).
- 1960: Внедрение кардиопульмонарного воскрешения (сердечно-лёгочная реанимация).
- 1960: Первые комбинированные оральные контрацептивы, одобренные FDA[17]
- 1962: Первые оральные поливакцины.
- 1964: Первая вакцина против кори.
- 1965: Франк Пантридж устанавливает первый портативный дефибриллятор.
- 1965: Первый коммерческий аппарат УЗИ.
- 1967: Первая вакцина против эпидемического паротита.
- 1967: Кристиан Барнард произвёл первую трансплантацию сердца человеку.
- 1970: Первая вакцина против краснухи.
- 1971: Годфри Хаунсфилд изобрёл первый коммерческий компьютерный томограф.
- 1972: Джеймс Блэк создал первый блокатор H2-гистаминовых рецепторов
- 1974: Манёвр Хеймлиха (процедура оказания экстренной помощи, используемая для удаления инородных тел из дыхательных путей пациентов, подавившихся едой)
- 1976: Первый коммерческий позитронно-эмиссионный томограф.
- 1978: Грэм Кларк установил первый кохлеарный имплантат.
- 1978: Последний смертный случай от натуральной оспы.[21]
- 1980: Реймонд Дамадьян построил первый коммерческий магнитно-резонансный томограф.
- 1981: Первая вакцина против вируса гепатита B
- 1982: Искусственное сердце: Роберт Джарвик (разработка и имплантация практичной модификации Jarvic-7 на базе опытных образцов)[22]
- 1982: Созданы ингибиторы ангиотензин-превращающих ферментов[23]
- 1983: Уоренн и Маршалл описывают связь Helicobacter pylori с развитием язвенной болезни.
- 1984: Разработана ударно-волновая терапия
- 1986: Создан оптический пинцет, Стивен Блок, Говард Берг
- 1987: Бенджамин Карсон, руководитель медицинского коллектива из 70 человек в Германии, впервые разделил затылочных (краниопагус) сиамских близнецов.
- 1987: Разработан первый статин (лекарственный препарат для снижения уровня холестерина).
- 1989: Синтезирован силденафил (Виагра): Питер Данн, Альберт Вуд
- 1990: Первая импеданс-pH-метрия пищевода, Дж. Силни
- 1992: Первая вакцина против вируса гепатита A.[24]
- 2000: Устройства дистанционного мониторинга состояния пациентов, Digital Angel Corporation.[25]

## XXI век
- 2001: Вживление автономного искусственного сердца[26]
- 2002: Создана искусственная сетчатка глаза.[27]
- 2003: Сотрудник международной организации «Врачи без границ» Карло Урбани предупредил ВОЗ об угрозе вируса атипичной пневмонии, запустив самую грандиозную в истории систему мер по борьбе с эпидемией. Урбани сам умер от этой болезни менее чем через месяц.
- 2005: Жан-Мишель Дюбернар произвёл первую частичную трансплантацию лица.
- 2006: Получена первая вакцина против вируса папилломы человека.
- 2006: Разработана вторая вакцина против ротавирусной инфекции (первая была отменена).
- 2010: Лоран Лантьери произвёл первую полную трансплантацию лица.